# Torlaki nyelvjárás

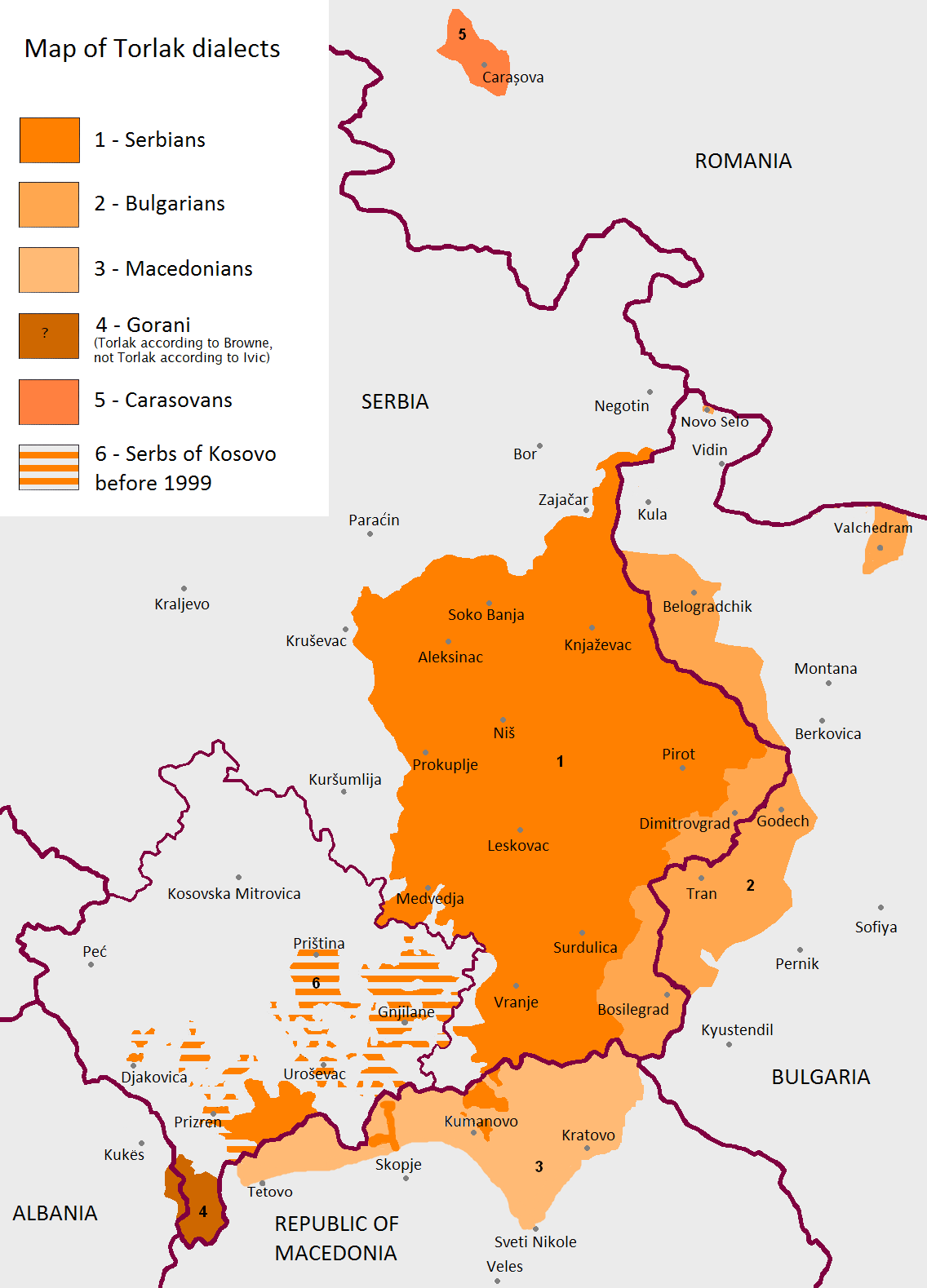
A torlaki nyelvjárás elterjedtségi térképe

A torlaki nyelvjárás (bolgárul торлашки диалект [torlaski gyialekt], szerbül торлачки дијалект / torlački dijalekt) több nyelvjárást is magába foglaló délszláv dialektuscsoport, amit Délkelet-Szerbiában, Koszovó északi felében, Északkelet-Macedóniában és Nyugat-Bulgáriában beszélnek. A torlaki nyelvjárás képezi az átmenetet a szerb és bolgár nyelv között (egyes forrásokban külön feltüntetik a kettő mellett a macedón nyelvet is, ami azonban nem különbözik a bolgártól). Néhány nyelvész a sto nyelvjárás archaizáló dialektusának tartja, mások szerint azonban a bolgár nyelv nyelvjárása, így szerbiai beszélői is tulajdonképpen bolgárok. Ezzel szemben a szerbek szerb nyelvjárásként tekintenek rá és szerbeknek definiálják a torlaki macedóniai és bulgáriai beszélőit. A torlakinak nincs semmilyen írásos múltja, a szerb írott nyelv sosem vett fel torlaki elemeket.
Elszórtan élnek torlaki beszélők Romániában, Krassóvár környékén, illetve van egy muzulmán bolgár etnikai csoport, akiket Gorani-nak neveznek, s nyelvjárásuk szintén torlaki.

## A besorolása
A vita a torlaki besorolásáról a 19. században kezdődött el. A bolgár és szerb nyelvészek eltérő véleményeket alkottak a nyelvjárást illetően. Szerbia utóbb elfoglalja Macedóniát a bolgároktól, ez vezet a macedón nyelv eszméjének kialakulásához.
Pavle Ivić és Asim Peco szerb nyelvészek próbálták a torlaki szerb, azonkívül što jellegét igazolni, velük szemben álltak a bolgár Krste Misirkov, Benjo Conev és Gavril Zanetov. Legfőbb érvük az volt, hogy a torlaki ragozás igen közel áll a bolgáréhoz, míg csak a szókincs mutat što jelleget.
Néhány horvát nyelvész is megfogalmazta álláspontját kérdésben: Dalibor Brozović szerint bár a torlaki što nyelvjárás, ám attól igen elkülönül, ezért lehetne akár teljesen külön nyelvjárásnak tekinteni.

## Tulajdonságai

### Szókincs
A torlaki szókészletben többnyire szerb és bolgár szavak keverednek, de sok a jövevényszó a görög, aromán, török és albán nyelvekből (utóbbi a Gora nevű régióra jellemző, amely közel fekszik az  albán területekhez). A krassóvári nyelvjárás elszigetelődött a torlakitól, abban még felfedezhetőek magyar, német, román és horvát jövevényszavak, emiatt a krassóváriak a belső-torlaki nyelvjárásokat és a gorait alig értik.